# Jallosics Endre
Jallosics Endre János (névváltozatok: Jallosits András, Jellasics Endre János) (Tata, 1791. november 30. – Buda, 1862. június 19.) piarista kormánysegéd és főgimnáziumi igazgató.

## Életútja
Polgári szülők gyermeke. Gimnáziumi tanulmányait szülőhelyén végezte, s 1808. október 9-én Kecskeméten a piaristák közé lépett. Ott a próbaévek vége felé, azután Máramarosszigeten 1810-1812-ben és Óvárott 1813-ban a nyelvtani osztályokban tanított. 1815. augusztus 26-án Vácott szenteltetett föl. Az akkori rendkormányzó a latin alagya irására serkentette és ő magyar költők munkáin felbuzdulva, fölváltva magyar és latin költeményeket írt. Felsőbb tanulmányait 1814-től 1817-ig Vácon, Nyitrán, Szentgyörgyön bevégezvén, 1818-20-ban Szegeden, 1821-ben Tatán és 1821-22-ben Selmecen még a nyelvtani, 1826-31-ben Kalocsán és 1832-41-ben Pesten már a szónoklati és költészeti osztály tanára volt. 1842-44-ben Nagykanizsán a rendház és középiskola igazgatója, 1845-47-ben rend kormányzói titkár, 1848-ban kormánytanácsos és a királyi tanítóképző igazgatója lett. 1849-ben Pesten gimnáziumi igazgató és kiérdemült kormánytanácsos, 1851-52-ben helyettes házfőnök, 1853-58-ban ugyanaz és rendi kormánysegéd, 1859-62-ben Budán kormánysegéd és házfőnök volt. Latin költeményei Rómába is eljutván, a tiberi akadémia levelező taggá választotta. A pesti középiskolában példaadása által ébresztette a magyar szónoklati gyakorlatokat.
Költeményei a Koszorúban (1828. Mellékl. Az áldozó pásztorok, nagymélt. Klobusiczky Péter kalocsai érsek ... örvendetes neve ünnepén Kalocsán 1828., eljátszották a költészetet tanulók; 1831. Briseis Achillhez, Ovid után, Kisfaludy Károly halálára írt költ.)
Arcképe: kőnyomat, rajzolta Barabás 1856-ban, nyomt. Reiffenstein és Rösch Bécsben.

## Munkái
- Reverendo Patri Casparo Zelneky e S. Piis IV. gramm. professori, dum primum sacris operaretur Szigethi in Marmatia 1811. Debrecini
- Elegia adm. rev. ac. exim. patri Martino Bolla scholar. piarum per Hungariam et Transilvaniam praeposito provinciali tentaminis theologici causa in domum Sancto Georgiensem venienti a studentibus domus eiusdem oblata 1817. Posonii (latin és magyar költ.)
- Elegia honoribus seren. caes.-reg. haered. principis Josephi archiducis Austriae et incl. regni Hungariae palatini ... dum urbes montanas inviseret a scholis piis Schemniciensibus dicata a. 1822. m. Augusto Schemnicii
- Elegia honoribus rev. patris Bernardi Benyák, dum annis & meritis gravis instituti c. r. scholarum piarum decanus salutaretur 1823. Uo.
- Elegia, honorihus magn. ac. rev. dni Josephi Orgler, dum in districtu litterario Posoniensi munus superioris directoris regii auspicaretur, a scholis piis Schemniciensibus dicata 1824. Uo.
- Elegia honoribus adm. rev. patris Martini Bolla ... dum sacrum presbyteratus sui jubilaeum, inter maxima totius ordinis gaudia die 21. Aug. 1825. solenniter celebraret, affectu piu dicata. Pesthini
- Elegia honoribus ill. ac. rev. dni Antonii Juranics, dum munus episcopatus Jaurinensis solenni ritu adiret, a scholis piis Tatensibus dicata a. 1825. m. Augusto. Comaromii
- Elegia honoribus exc., ill. ac. rev. dni Petri Klobusiczky de eadem, metrop. Colocensis et Bacsiensis ecclesiarum canonice unitarum archi-eposcopi...sacrum presbyteratus sui jubilaeum die 15. Sept. Posonii celebrantis, a scholis piis Colosensibus dicata 1825. Pesthini
- Elegia honoribus adm. rev. ac. eximii patris Martini Bolla, dum piis omnium desideriis, et consentientibus suffragiis in capitulo anni 1826. d. 24. Sept. praepositus provincialis scholarum piarum eligeretur dicata Vacii Uo.
- Elegia, quam ad rev. patrum Antonium Dienes e sch. piis scripsit. Uo. 1827
- Elegia honoribus exc., ill. ac. rev. dni Petri Klobuschitzky...dum insignis ord. Leopoldi imperatoris magnae crucis eques recenter creatus, ejusque ordinis insignibus ornatus ad munus cojudicis penes excelsam tabulam septembiralem capessendum induceretur, a sch. piis dicata 1827. Uo.
- Elegia ill. et rev. dni Francisci Laitsák, episcopi 1. r. Magnó-Varadinensis ex episcopatu Rosnaviensi translati munus suum solenniter auspicantis honoribus a scholis piis Debrecinensibus dicata 1827. Debrecini
- Örvendezés, melyel felső-eöri Pyrker János úr, midőn egri érseki székébe sz. Mihály hava 16. beiktattatnék, megtiszteltetett a kegyes oskolák rendje által 1827. eszt. Pest (költemény)
- Nagymélt. cziráki és dienesfalvi gróf Cziráky Antal úr ő exc., midőn t. n. Fejérvármegye főispánságába való fényes béiktatása után, az ország birói méltóságába, a haza örömére bévezettetnék, nyújtá a kegyes oskolák rendje. Uo. 1827 (költ.)
- Elegia, qua adm. rev. ac exim. p. Martino Bolla...in optatissima ejusdem onomasigratianimi sensum pro prima grammaticae classe, ejus opera imprimis inducta, declarat gymnasium Coloczense anno 1828. Uo.
- Eucharisticon exc., ill. ac. rev. dno Petro Klobusitzky ... dum in primae gramm. schola, ab eo munifice fundata, institutio inchoaretur, in pignus grati animi a scholis piis Colocensibus oblatum 1828. Uo.
- Az áldozó pásztorok. Nagym. Klobusitzky Péter kalocsai érsek neve ünnepén 1828. Hely n. (költ.)
- Elegia exc., ill. ac rev. dno Ignatio l. b. Szepessy de Négyes, episcopo Quinque Ecclesiensi ... ad Julii 31. Ignatio sacram oblata a scholis piis Colocensibus 1828. pestini
- Elegia, honoribus, ill. ac rev. dni Pauli Szutsits, Alba-Regalensis episcopi, dum munus suum solenniter adiret, nomine provinciae scholarum piarum oblata 1828. Uo.
- Méltóságos székhelyi Majláth György úrnak, midőn Hont vármegye főispáni méltóságába iktatnék 1828. a kegyes iskolák rendje... (költ.)
- Elegia, honoribus adm. rev. ac. exim. Patris Martini Bolla, dum vice septima, evolutis semper totidem trienniis, scholarum piarum ... praepositus provincialis communibus suffragiis eligeretur, dicata Pesthini 1828. Pesthini
- Felséges ausztriai főherczeg Ferdinand ezen néven ötödik apostoli magyar király Pozsonyban történt dicső koronázásának öröm ünnepére mély alázattal ajánlá a magyar- és erdélyországi kegyes oskolák rende 1830. Buda (költ.)
- Carmen seren. caes-regio et haeredit. coronae principi Ferdinando dum rex Hungariae apostolicus hoc nomine quintus solenni ritu inauguraretur Posonii a. 1830. a scholis piis ... devote oblatum. Uo.
- Honoribus exc., ill. ac. rev dnorum Petri Klobusiczky archiepiscopi Colocensis et Alexandri Alagovich episcopi zagrabiensis, dum suffraganeus hic a suo metropolite, adsistentibus dnis exc., ill. ac rev. Josepho Vurum Nittriensi, et ill. ac rev. Paulo Mathia Szuszits Alba-Regalensi praesulibus in suae dioecesis antistitem 30. Maji 1830. ritu solenni consecraretur, a scholis piis Colocensibus dicatum. Pestini (költ.)
- Piis manibus emin. cels. ad rev. dni Alexandri a Rudna cardinalis presbyteri, principis primatis regni Hungariae, et archi-episcopi Strigoniensis...praesulis optimi scholae piae prov. Hung... VIII. Kal. Novembris 1831. Uo. (költ.)
- Bolla Márton halálára. Uo. 1831 (költ.)
- Onomasticon rev. ac eximio patri Michaeli rótth consultori et secratario provincialis s. piarum 1831. Uo. (költ.)
- Mélt. kaposmérei Mérey Sándor urnak, midőn Pünkösd hava első napján 1832. Somogy vármegye főispáni székébe iktatnék, tiszteletül nyújtá a kegyes rend. Uo. (költ.)
- Admodum rev. ac clar. Joanni Bapt Grosser, schol. piarum ... praeposito provinciali 9. Sept. 1832. in capitulo provinciali concordibus suffragiis electo dicatum Vacii. Uo. (költ.)
- Nemzeti ünnep. Föls. I. Ferenc kegyes uralkodása negyvenedik éve töltén a magyar akadémia nagylelkű alapítóinak szentelve. Hely és év n. (költ.)
- Hangzatkák főtiszt. Grosser K. Jánosnak ... kegyes oskolák főigazgatójának...szerzetes társa hivatalos látogatásából Pestre szerencsés visszaérkezésekor 1833. Pest
- Nagytiszt, tudós Hegedűs Aloiz ... kegyes iskolák főigazgatója mellett levő szerzetes tanács nagy érdemű tagjának neve öröm ünnepére buzgó indulattal 1833. Uo. (költ.)
- Főmélt. galánthai Eszterházy Pálnak ő herczegségének ... Sopron várm. főispáni székébe való iktatásakor Kis Marton városa nevében 1834. Uo. (költ.)
- Elegia ad spect. atque clar. virum Alexandr. Koppy .. dum uxor ejus carissima Anna Sándor et filius Alexander philosophiae candidatus Pestini die 6. Oct. 1834. eodem funere efferentur. Uo. (költ.)
- Nógrád öröme, midőn ezen megyében kebelező nemesség adakozásából állított vármegyeház ünnepélyesen megnyittatnék mindszenthava 18. 1835. Uo. (költ.)
- Elegia gloriosae memoriae et piis manibus aug. Francisci I. imperatoris Austriae regis Hungariae...devota a scholis piis prov. Hung. ... Budae, 1835
- Elegia honoribus adm. rev. patris Joannis Grosser ... dum exacto muneris triennio novis iisque concordibus suffragiis ad prosequendum munus eligeretu oblata Pestini 1835
- Carmen in bissecularem natalium regiae scientiarum Universitatis Hungaricae a Petro Pázmány ... cardinale et archiepiscopo Strigoniensi Tyrnaviae 1635. felicibus auspiciis coeptae memoriam. Uo. 1825
- Öröm a veszprémi kegyes oskolák uj temploma ünnepélyes megáldatása napján a nagylelkű adakozóknak hálás tiszteletál ajánlva 1826. Veszprém
- Örömdal mélt. gróf Nádasdy Seraphicus erencz úr, Mosony vármegye főispáni székébe lett igtatásakor a m.-óvári ajtatot oskoláktól ajánlva 1837
- Fő mélt. és ft. fogarasföldi gróf Nádasdy Paulai Ferencz váczi egyházmegyés püspöknek ... midőn mélt. fogarasföldi gróf Nádasdy Leopold ő nagyságát mint kir. biztos t. n. Komárom vármegye örökös főispánságába iktatná, mély tiszteletűl a tatai ajtatos oskolák. Pest (1837, költ.)
- Soterion Seren. caes. reg. haer. principi Josepho archiduci Austriae regni Hungariae palatino ... e gravi morbo convalescenti a scholis piis oblatum 1837. Pestini
- Carmen dum ad votum excell. ill. ac rev. d. Petri Klobusitzky archiepiscopi Colocensis in pontificalibus eiusdem suffraganeus ill. ac rev. d. Georgius Girk episcopus Adragensis solenniter consacraretur oblatum a S. Piis Colocensibus. Uo. 1838 (költ.)
- Eucharisticon exc., ill. ac rev. d. Petri Klobusitzky...post fundatam ab eo primae grammaticae scholam ipso divi tutelaris die in perenne grati animi monumentum a scholis piis Colocensibus oblatum 1839. Uo.
- Elegia, memoriam recolens patris Hieronymi Pintér cl. reg. S. P. in archi gymnasio Budensi I. humanitati professoris Kis-Martonii 1838. praematura morte erepti, affectu amico scripta. Uo. 1839
- Carmen adm. rev. patri Joanni Bapt. Grosser clericorum regularium scholarum piarum...praeposito provinciali ad diem natalem V. Kal. Febr. oblatum a gymnasio Pestiensi 1839. Uo.
- Főmélt. Kopácsy József Magyarország primása ... érsek-primási és főispáni székébe 1839. pünkösd hava 28. történt beiktatására a magyar- és erdélyországi ájtatos iskolák. Uo. (költ.)
- Carmen honoribus adm. rev. viri Glycerii Spányik dum munus assessoris centralis censurae cum commissione studiorum unitae introduceretur a gymnasio Pestiensi scholarum piarum oblatum 1840. Uo.
- Carmen adm. rev. patri Joanni Bapt. Grosser ... ad diem natalem V. Kal. Febr. oblatum a gymnasio Pestiensi 1840
- Ode anno seculari introducti in lib. atque regiam provinciae Sárosiensis civitatem Cibinium clericorum regularium schol. piarum instituti 1840. Uo.
- Carmen adm. rev. exim. clar. patri Joanni Bapt. Grosser...ad diem natalem oblatum a gymnasio Pestiensi 1841. Uo.
- Tisztelet füzér, melyet mélt. nagyatádi Czindery László úr, midőn Somogy vármegye főispáni székét elfoglalná tiszt. nyujtának az ajtatos rendűek. 1845 Uo. (költ.)
- Üdvözlő-dal, melyben fönséges császári magyar és csehországi királyi örökös herczeg és austriai főherczeg István úrnak,...körutjából Budára visszaérkeztekor legmélyebb tisztelettel hódol a magyar- és erdélyországi ájtatos tanitórend. Uo. 1847
- Gyászemlék fenséges császár Magyar és Csehországi királyi örök-herczeg és ausztriai főherczeg József Magyarország nádorának halálára a magyar- és erdélyországi ajtatos tanitórendtől. Uo. 1848 (költ.)
- Carmen honoribus ill. ac rev. dni Emerici F kas munus episcopi Alba-Regalensis s lenniter auspicantis. Uo. 1851
- Öröm-hangok a megtalált magyar szent-korona országos ünnepély között Budára szállitásakor 1853. Szent-Mihály hava 15. A magyar- és erdélyhoni kegyes rendektől. Uo. 1853 (költ.)
- Poematum libri sex. Praemisso carmine solemnitati dedicationis metropolitanae basilicae Strigoniensis devoto 1855. Uo. 1855
- Ode honoribus ill. ac rev. dni Joannis Bapt. Nehiba in episcopum Tinniniensem III. kalendas Apr. Solemniter consecrati a scholis piis Colocensibus devota 1856. Uo. 1856
- Üdvözlet ő cs. és ap. királyi fölségéhez Ferencz József legkegyelmesebb urunkhoz ... Esztergom főanyaegyháza fölszentelésének ünnepén kisasszony hava 31. 1856. Uo. 1856 (költ.)
- Hála-emlék, melyet főtiszt. tudós Tamásy Kalaz. József kegy. r. áldozár, velt rendfőnöki helyettes...félszázados áldozárságának ünnepén emelt... 1856. pünkösdhó 15. Uo. (költ.)
- Fölséges Ferencz József császár és apostoli király üdvárasztó eljövetelének örömünnepélyén legmelyebb tisztelettel hódol a kegyes tanító-rend 1857. májusban. Uo. (költ. Ruth János német és Kricska József latin költeményével)
- Hódoló öröm, melyet ő felségeiknek Ferencz József és Erzsébet urunk s asszonyunknak Magyarországban 1857. látogatásuk ünnepélyén nyilvánitott a pesti cs. kir. tudomány-egyetem. Buda, 1857 (költ.)
- Oratio, quam in comitiis provincialibus scholarum piarumprovinciae Hungaricae ac Transilvanicae ad patres eiusdem instituti capitulariter congregatos Vacii 24. Aug. 1858 habuit. Uo. 1858
- Díszkoszorú, melyet főmagasságú s főtiszt. nagy-kéri Scitovszky Ker. János bibornok, esztergomi érsek...arany miséjének ünnepi bemutatása napján benyujtott a kegyes tanító rend. Pest, 1859 (költ.)
- Carmen honoribus ill. ac rev. dni Josephi Peitler munus episcopi Vaciensis solemniter auspicantis a collegio schol. piarum devote oblatum Vacii 1859. Uo. 1859
- Elegia honoribus ill. ac rev. d. Francisci Szaniszló consiliarii regii ... episcopi magnó-Varadiensis l. r. solenniter auspicantis. Uo. 1860
- Lessus sduper inopinato obitu adm. rev. patris Petri nagy clericorum regularium schol. piarum ... prapositi provincialis emeriti 8. Maii 1860. vita functi Pestini. Uo. 1860
- Oda pro sacris secundo-primis rev. patris Josephi Calasanctii Villiger ... ad diem 27. Augusti 1860. amico affectu oblata Pestini. Uo. 1860
- Poematum liber septimus. Budae, 1862